# Ламби Данаилов
Ламби Василев Данаилов е обществен деец, учител и доцент по политическа икономия. Баща на Стефан Данаилов.

## Биография
Роден е на 12 февруари 1905 г. в с. Райково (днес квартал на Смолян). Завършва Педагогическата гимназия в Казанлък през 1926 г. След това учи във Висшата кооперативна школа. Учителства в Казанлък, Смолян и село Кралев дол. Активно участва в работата на тракийската левица от 1927 г. През 1931 г. е осъден за комунистическа пропаганда. През 1932 г. става първия главен редактор на вестник „Тракийска трибуна“. През 1944-1945 г. е инструктор във Втора българска армия. Преподава във Военната академия. От 1944 до 1947 г. е заместник-началник на Политическото управление на Министерството на народната отбрана Участва в Парижката мирна конференция като член на тракийската народна делегация. Между 1944 и 1962 г. е председател на Тракийския научен институт. В периода 24 декември 1961 – 8 юли 1972 г. е председател на Съюза на тракийските културно-просветни дружества. Почива в София на 13 май 1976 г.

## Отличия
През 1976 г. е удостоен с орден „Народна република България“.